# Polichinela

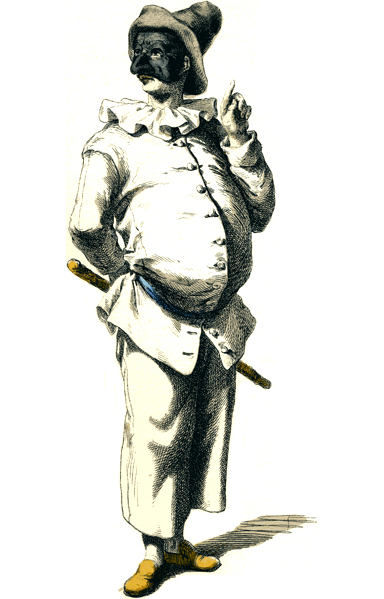
Representación de Pulcinella (1860).

Polichinela (en italiano Pulcinella, en napolitano Pulecenella) es un personaje de la Comedia del arte. Dentro del grupo de los zanni (siervos o criados) es, con "Coviello", uno de los principales personajes de la trama en el modelo napolitano.

## Retrato, máscara y origen
La RAE, anota que el nombre procede del sonido «paolocinelli», referido a Paolo Cinelli, comediante napolitano del siglo XVI. Otra tesis, igual de legendaria, asegura que el nombre le viene de Puccio d'Aniello, campesino napolitano que tras pelearse con unos cómicos acabó uniéndose a la compañía. Una tercera propuesta le otorga el bautismo oficial a Silvio Fiorillo, actor capuano del Cinquecento. La tradición popular lo hace derivar de «pullicinello» (pollito), de ahí —o quizá a causa de ello— que Polichinela se mueva como un pollo barrigón cacareante y paticorto.
Como figura teatral, se le ha relacionado como síntesis de varios personajes de la farsa atelana, el "Maccus", el "Dossennus" jorobado, el "Papus" comilón y el torpe "Bucco". El etruscólogo Alain Hus, partiendo de una pintura en la Tumba de los Augures de Tarquinia, propuso el origen de Polichinela a partir del «Pannuceatus» de la comedia atelana.

## Personaje

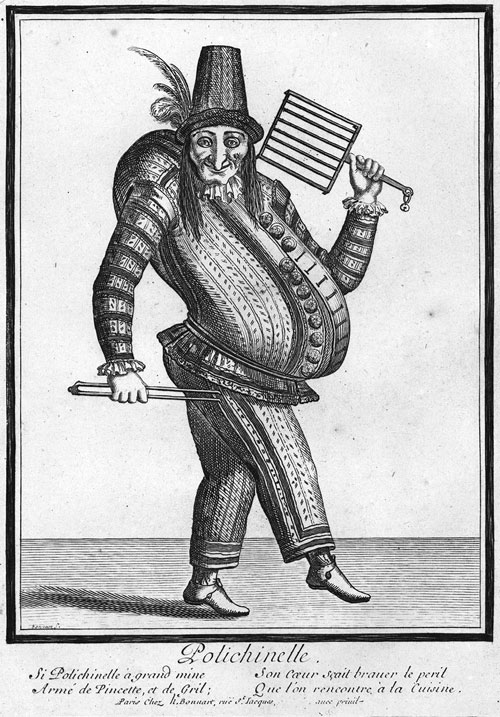
Grabado francés (hacia 1650).

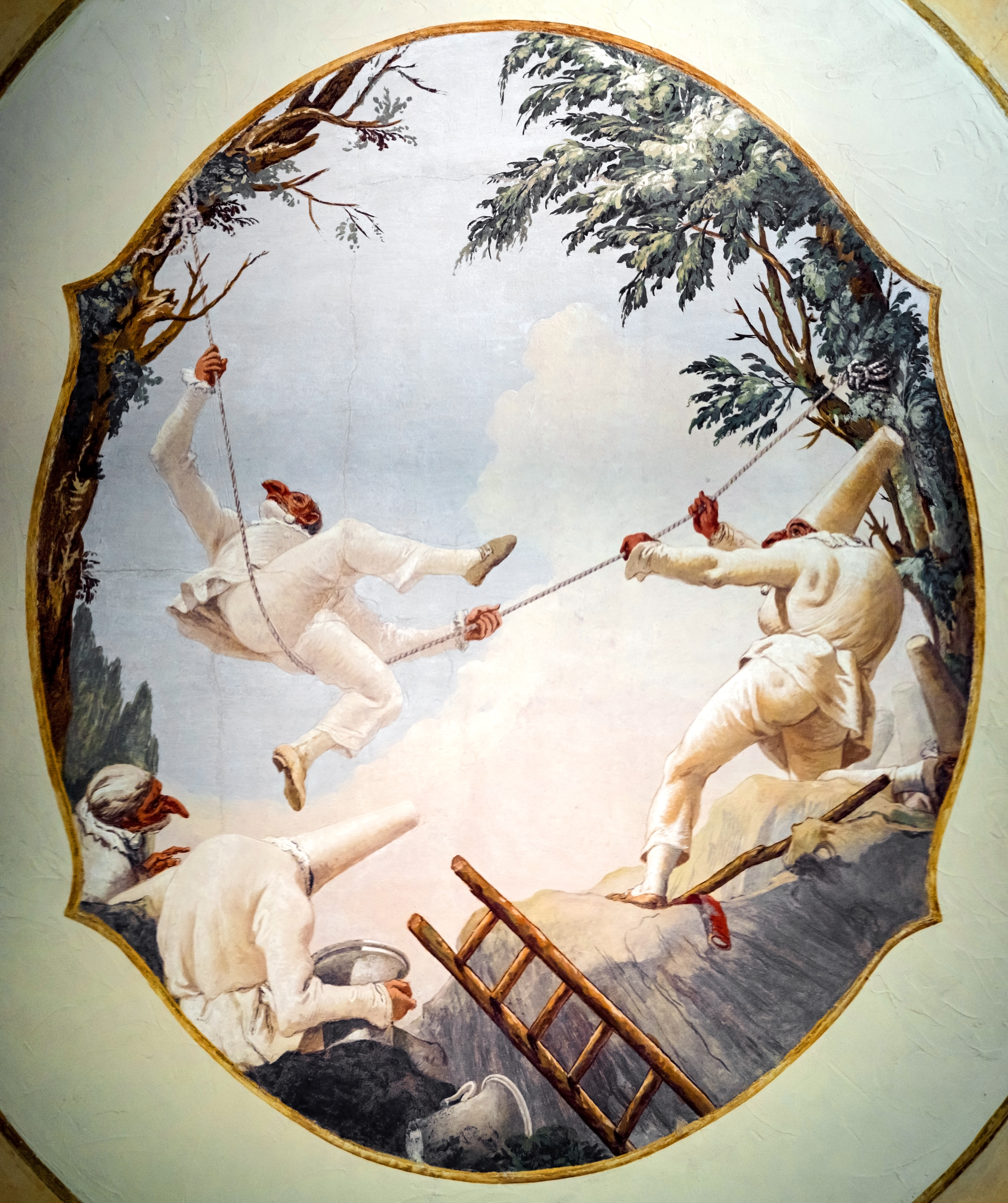
L'altalena dei Pulcinella de Giandomenico Tiepolo (1793).

Polichinela, astuto y filósofo (físicamente socrático y resignado senequista), es un «zanno» con una especial capacidad de adaptación y una gran experiencia en apalear y ser apaleado. Jorobado, barrigudo y de enorme nariz ganchuda (atributos físicos de su aspecto encorvado y su media máscara negra con profundas arrugas), es sin embargo un excelente orador y un singular cantor. Es el único que ha conservado el traje blanco original, común a los «zanni». 
El personaje encarna a la plebe napolitana, al hombre más sencillo, al que ocupa el último lugar en la escala social, al hombre que, aunque consciente de sus problemas, siempre consigue salir de ellos con una sonrisa.
Está llamado a representar el alma del pueblo y sus instintos primitivos, casi siempre aparece en contradicción, tanto que no tiene rasgos fijos: es rico o pobre, se adapta a todos los oficios además de ser un fiel sirviente, aquí es panadero, mesonero, granjero, ladrón y vendedor de brebajes milagrosos, es bravucón o cobarde, ya veces exhibe ambos rasgos simultáneamente burlándose de los poderosos.
La cualidad que mejor distingue a Polichinela es su astucia, y es precisamente en su proverbial astucia que logra encontrar la habilidad para resolver los más dispares problemas que se le presentan, siempre a favor de los más débiles a expensas de los poderosos.
Otra de sus famosas características es la de no poder callarse nunca y de ahí viene la expresión "secreto de Polichinela" que es algo que todo el mundo sabe.
Polichinela representa un personaje que ha adquirido todos los símbolos y significados del mundo popular y campesino y ha llevado a todos los escenarios de los teatros italianos, y más allá, un repertorio lleno de movimientos, gestos, acrobacias, bailes típicos y rituales del código gestual napolitano.
De hecho, lo acompañan en las escenas de teatro y carnaval: la escoba, el cuerno, los cencerros, elementos que para los napolitanos tienen valor propiciatorio y antídoto contra el mal de ojo y la mala suerte.

### Evolución del personaje
En el siglo XVIII, a Polichinela le creció la barba y el bigote, y un alto sombrero de alas levantadas (continuando el simbolismo gallináceo). En la versión francesa, Polichinela evolucionó hacia el enano malvado que primero cambió su tocado por una pañoleta, como la de Pierrot, y finalmente recuperó el sombrero, ahora con dos plumas de gallo. En el espacio escénico de los teatros de títeres del Lyon obrero del siglo XVIII, "polichinela" (sucedáneo de marioneta) se convirtió en "Monsieur Guignol".

## Principales intérpretes

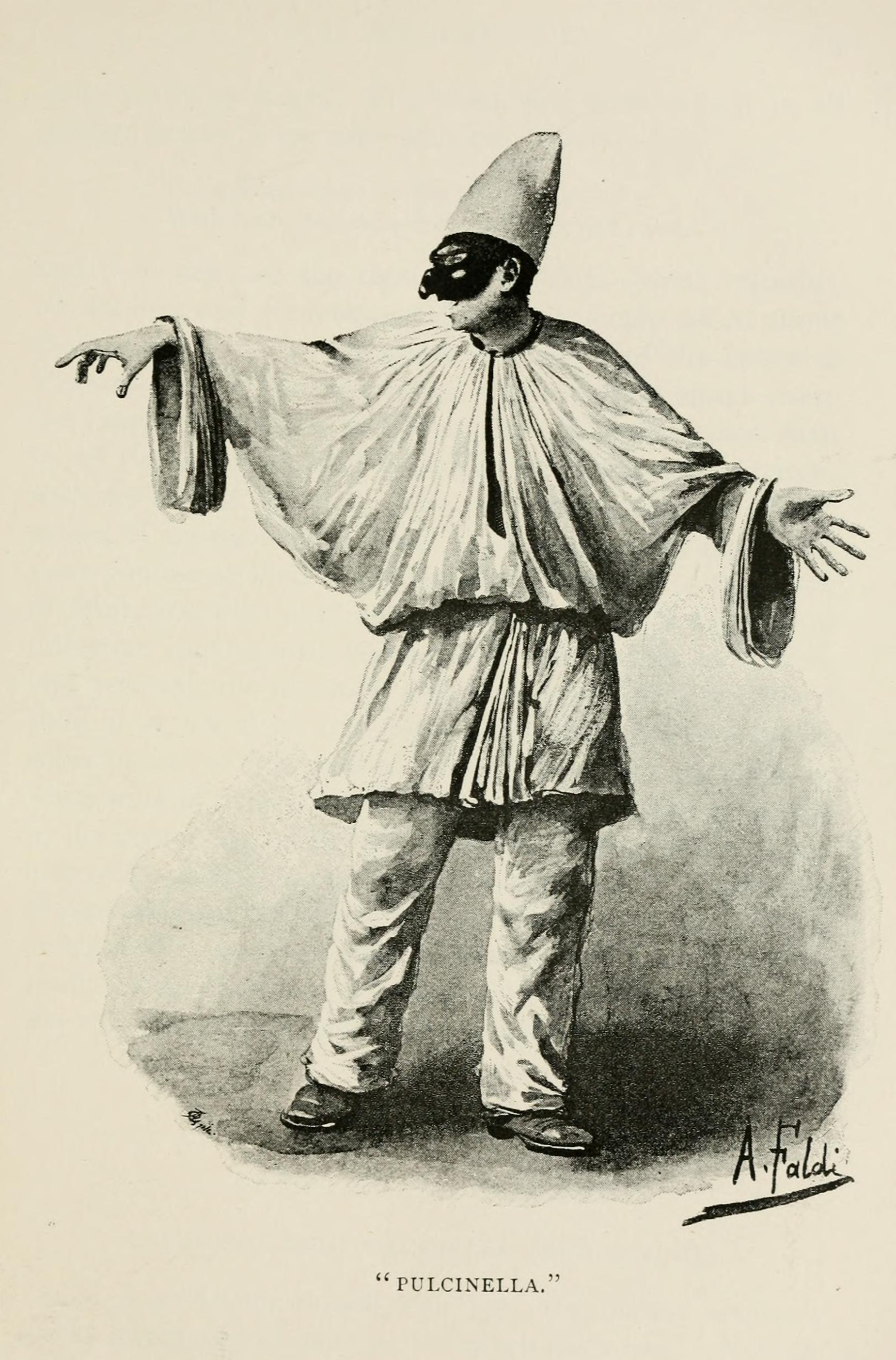
El traje moderno de Polichinela, inventado por Antonio Petito en el.

Apodado Il re dei Pulcinella (El Rey de los Polichinelas), Antonio Petito fue el más conocido Polichinela del siglo XIX, inventor de su traje moderno y autor de numerosas comedias dedicadas a esta máscara, a menudo inspiradas en temas de actualidad de la sociedad napolitana de su época.
El gran continuador de esta máscara fue el actor, dramaturgo y director de escena Eduardo De Filippo, cómico de una familia de grandes 'comediantes' dialectales y considerado máximo representante de la Commedia dell'Arte en el siglo XX. Nacido hijo natural de Eduardo Scarpetta, en 1981 fue nombrado senador vitalicio de la República Italiana.
A lo largo del siglo XX, el personaje fue interpretado también por otros actores famosos como Achille Millo, Gianni Crosio, Tommaso Bianco, Nino Taranto, Enzo Cannavale, Rino Marcelli, Peppe Barra, Armando Marra, Massimo Ranieri y Massimo Troisi.

## Inmortalidad de Polichinela
Sólo tres «zanni» han alcanzado la 'inmortalidad' más allá del conocimiento erudito o profesional del mundo del teatro y el arte. Arlequín y Colombina, que se convirtieron en eternos amantes en las salas de muchos museos del mundo, máscaras que del teatro callejero y el ballet más imaginativo del siglo XX, saltaron a la galería de tipos de la historia de la pintura occidental. El otro inmortal (todavía vivo en el carnaval napolitano), se quedó en los teatros hasta hacerse carne en una larga lista de actores o trapo y pasta en innumerables retablos titiriteros en salones y jardines. Con sus muchos nombres y rostros, el "polichinela" es orto y ocaso del mimo escénico.

### ElPulcinellade Stravinsky
Bello eco de esa inmortalidad fue el Pulcinella de Igor Stravinsky, ballet basado en una obra de teatro del siglo XVIII, con el viejo Polichinela como protagonista. El ballet se estrenó en la ópera de París el 15 de mayo de 1920 bajo la batuta de Ernest Ansermet. El bailarín Léonide Massine creó el libreto y la coreografía, y Pablo Picasso diseñó los trajes y decorados originales. La obra fue encargada por Sergei Diaghilev. El propio Stravinsky escribió acerca de esta composición: 

«Pulcinella fue mi descubrimiento del pasado, la epifanía a través de la cual la totalidad de mi obra tardía se hizo posible. Fue una mirada hacia atrás por supuesto, la primera de las muchas historias de amor en esa dirección, pero era además una mirada en el espejo.»

Esta idea fue retomada y revisada por dos expertos bailarines del New York City Ballet, George Balanchine y Jerome Robbins, que la pusieron en escena con ocasión del Festival Stravinsky de 1972, interpretando Robbins el papel protagonista.